# Jack Sheldon
Jack Sheldon, född 30 november 1931 i Jacksonville, Florida, död 27 december 2019 i Los Angeles, var en amerikansk sångare, trumpetare och skådespelare. Sheldon var komiker på The Merv Griffin Show och har medverkat i flera tv-serier, filmer och dokumentärer, antingen som musiker, skådespelare eller som sig själv. Sheldon sjöng också bland annat introt till tv-serien Kärlekens vindar, "Ac-Cent-Tchu-Ate the Positive".

## Diskografi i urval
Album
- 1954 – The Quartet and the Quintet Jazz West
- 1957 – Jack Sheldon and His All Star Band GNP Crescendo
- 1961 – A Jazz Profile of Ray Charles
- 1968 – The Warm World of Jack Sheldon Dot
- 1984 – Blues in the Night Phontastic
- 1986 – Playing for Change Uptown
- 1987 – Hollywood Heroes Concord Jazz
- 2007 – It's What I Do

## Filmografi i urval
- 1967 – Dragnet
- 1973 – Schoolhouse Rock!
- 1976 – Åh vilken fredag
- 1988 – Star Trek: The Next Generation
- 1988 – Let's Get Lost (dokumentär om Chet Baker)
- 1991 – For the Boys
- 1994 – Radioland Murders
- 1996 – The Simpsons (röst)
- 1997 – Johnny Bravo (röst)
- 2000–2001 – Family Guy (röst)
- 2008 – Trying to Get Good: the Jazz Odyssey of Jack Sheldon (dokumentär)